# Confessional poetry
Confessional poetry (Confessionele poëzie) is een poëziestijl die in de Verenigde Staten ontstond in de jaren 1950 en 1960, en wordt omschreven als de poëzie 'van het  persoonlijke' of 'het Ik'. De inhoud van confessionele gedichten is autobiografisch en behandelt vaak onderwerpen die in die tijd nog in de taboesfeer zaten, zoals geestesziekte, seksualiteit en zelfmoord.
Confessional poetry wordt geassocieerd met een aantal dichters die de Amerikaanse poëzie na de Tweede Wereldoorlog wilden herdefiniëren: Robert Lowell, Sylvia Plath, John Berryman, Anne Sexton, Allen Ginsberg en W.D. Snodgrass. Enkele belangrijke teksten van deze school zijn Lowells Life Studies, Plaths Ariel, Berrymans The Dream Songs, Snodgrass' Heart's Needle, en Sextons To Bedlam and Part Way Back. 

## Bekende werken
Robert Lowells Life Studies was een zeer persoonlijk verslag over zijn leven en familiale banden. Plath en Sexton waren beiden leerlingen van Lowell en zijn werk beïnvloedde hun eigen poëzie. Een van de bekendste gedichten van deze stroming is "Daddy" van Sylvia Plath. Het heel persoonlijke gedicht, dat gericht is aan haar overleden vader, bevat verwijzingen naar de Holocaust, maar maakt gebruik van een zangerig ritme dat de kinderliedjes uit haar kindertijd oproept. John Berrymans belangrijkste werk was The Dream Songs. Het is samengesteld uit 385 gedichten over het personage Henry en zijn vriend Mr. Bones. Veel van de gedichten bevatten elementen uit zijn eigen eigen leven, zoals het trauma na de zelfmoord van zijn vader.

## Poëziestijl
De confessionele dichters legden niet gewoon hun gevoelens vast op papier; ook de constructie van het gedicht, als weerspiegeling van hun vakmanschap als dichter, was belangrijk voor hen. Daarom besteedden ze in hun gedichten zo veel aandacht aan de versleer.